# Сайфутдинов, Денис Дамирович
Дени́с Дами́рович Сайфутди́нов (тат. Denis Damir uğlı Səyfetdinov, Денис Дамир улы Сәйфетдинов, род. 2 июня 1981, Салават) — российский спидвейный гонщик. Мастер спорта России. Пятикратный чемпион России в командном зачёте, чемпион России в парном зачёте. Обладатель Кубка европейских чемпионов.

## Биография
Родился в городе Салават в семье спидвейного тренера Дамира Сайфутдинова (1962—2013). Младший брат — Эмиль Сайфутдинов (р. 1989), бронзовый призёр серии Гран-При 2009. В 2007—2010 гг. оба брата выступали в России за один клуб (2007, 2008 — Мега-Лада; 2009, 2010 — Турбина).
С 1990 занимается техническими видами спорта: сначала мотокроссом, с 1994 — спидвеем. В чемпионатах России сначала представлял команду «Салават», но в 1998 г. перешёл в другой башкирский клуб — «Лукойл», где стал дважды чемпионом страны в командном зачёте.
После не слишком удачного сезона 2003 принял предложение главного тренера Игоря Дмитриева перейти в «Салават», где и провёл сезон 2004. Из-за несогласия с руководством клуба по вопросу выполнения обязательств по контракту пропустил сезон 2005 Чемпионата России, выступая только в польской лиге. После 2005 года должен был перейти в СК «Восток» за компенсацию в 700 тысяч рублей, однако трансфер снова не состоялся.
В конечном итоге перед сезоном 2007 спортсмен перешёл в Мега-Ладу, где, по собственным словам, благодаря А. А. Степанову «стал спортсменом-профессионалом», а также снова дважды чемпионом страны и обладателем Кубка европейских чемпионов 2008.
В 2009 году перебрался в «Турбину», предложившую более выгодные условия. В 2011 г. вернулся в родной клуб «Салават», помогая отцу с развитием клуба. В 2013 г. завершил карьеру и стал спидвейным тренером и директором клуба «Салават».
В зарубежных лигах выступал за клубы из Польши (вторая польская лига) и Дании; принимал участие в чемпионате Финляндии за латвийский «Спидвей-Центр» и в чемпионате Украины за российскую «Турбину».
В 2006 году также пробовал себя в мотогонках на льду: в чемпионате страны в составе СК «Восток» вместе с Григорием Лагутой и Николаем Каминским занял 5 место; занял 15 место в ¼ финала личного чемпионата мира, выступая за Латвию.

## Среднезаездный результат
| Лига         | 1996          | 1997          | 1998         | 1999         | 2000         | 2001         | 2002         | 2003         | 2004          | 2005            | 2006                | 2007            | 2008            | 2009           | 2010          | 2011          | 2012          |
| ------------ | ------------- | ------------- | ------------ | ------------ | ------------ | ------------ | ------------ | ------------ | ------------- | --------------- | ------------------- | --------------- | --------------- | -------------- | ------------- | ------------- | ------------- |
| Флаг России  | 1,333 Салават | 0,235 Салават | 1,286 Лукойл | 1,711 Лукойл | 1,667 Лукойл | 1,680 Лукойл | 2,246 Лукойл | 1,689 Лукойл | 2,103 Салават | -               | 1,733 Салават       | 2,281 Мега-Лада | 0,923 Мега-Лада | 1,593 Турбина  | 1,539 Турбина | 1,448 Салават | 1,200 Салават |
| (II)         | -             | -             | -            | -            | -            | -            | -            | -            | -             | 2,375 Локомотив | 1,368 Локомотив     | -               | 1,176 Ожель     | 1,861 Ожель    | -             | -             | -             |
| (SM)         | -             | -             | -            | -            | -            | -            | -            | -            | -             | -               | 2,600 Спидвей-Центр | -               | -               | -              | -             | -             | -             |
| (S)          | -             | -             | -            | -            | -            | -            | -            | -            | -             | -               | -                   | -               | -               | 0,571 Гринстед | -             | -             | -             |
| Флаг Украины | -             | -             | -            | -            | -            | -            | -            | -            | -             | -               | -                   | -               | -               | -              | 1,769 Турбина | -             | -             |

## Достижения
| - Чемпионат России по спидвею среди юношей: в личном зачёте — 2 место (1998) в командном зачёте — 3 место (1994, 1995, 1996), 2 место (1997) - Чемпионат России по спидвею среди юниоров: в личном зачёте — 2 место (1999, 2001, 2002), 3 место (2000) - Чемпионат России по спидвею в командном зачёте — 1 место (1999, 2000, 2007, 2008, 2009), 2 место (1998, 2001, 2002, 2003, 2010), 3 место (2004) в парном зачёте — 1 место (2003), 3 место (2008) - Кубок МФР Кубок МФР по спидвею — 2 место (2002) | На международных соревнованиях Юниорские соревнования ЛЧЕЮ — 14 место в ¼ финала (1999) ЛЧМЮ — 8 место в ¼ финала (2000), 11 место в ¼ финала (2001), 15 место (2002) Взрослые соревнования ЛЧЕ — 10 место в ½ финала (2007) ПЧЕ — 4 место в ½ финала (2012) КЕЧ — 3 место (2007 — за «Мега-Ладу», участвовал только в ½ финала), 1 место (2008 — за «Мега-Ладу») ККМ — 9 место (2002), 11 место (2004) ЛЧМ — не участвовал Гран-При Челлендж 2011 — 14 место в ½ финала |  |